# Tore Berger
Pour les articles homonymes, voir Berger (homonymie).
Tore Berger, né le 11 novembre 1944 à Asker, est un kayakiste norvégien pratiquant la course en ligne.

## Palmarès

### Jeux olympiques
Tore Berger participe aux Jeux olympiques à deux reprises (1968 et 1972), remportant deux médailles. 
- Jeux olympiques de 1968 à Mexico :
  -  en K-4 1 000 m.

- Jeux olympiques de 1972 à Munich :
  -  Médaille de bronze en K-4 1 000 m

### Championnats du monde
- Championnats du monde de course en ligne de canoë-kayak de 1970 à Copenhague :
  -  Médaille d'or en K-4 10 000 m.